# Битка при Виена
Битката при Виена се състои на 11 – 12 септември 1683 г., след като Османската империя е обсаждала Виена в продължение на 2 месеца.
Битката спира повторния опит на Османската империя да превземе австрийската столица (първият е през 1529 г.) и дава начало на хегемонията на Хабсбургската династия в Централна Европа.
Полският крал Ян III Собиески е командващ обединените полско-австрийско-германски сили срещу османската армия под командването на великия везир Кара Мустафа паша.
Обсадата започва на 14 юли 1683 г. от около 90 000 армия, включително 12 000 еничарски корпус. На 12 септември пристига европейската армия от около 84 000 души и се изправя срещу турците. Битката е забележителна и с най-голямата кавалерийска атака в историята. В годините след битката Хабсбургите освобождават Южна Унгария и Трансилвания от османска власт.

## Предходни събития
Мирният договор от Вашварско (Айзенбургско) примирие осигурява 20-годишен мир между Османската империя и Хабсбургите. Великите везири от влиятелното семейство Кьопрюлю започват значителна логистична подготовка за новия опит на Османската империя да завземе стратегически важната Виена, която би им отворила пътя за нашествие в Германия. Те строят и ремонтират пътища и мостове към Австрия, създават складове за муниции и провизии, които изпращат от всички краища на империята.
През 1681 г. протестанти и други антихабсбургски сили, водени от Имре Тьокьоли, признат от тях за крал на „Горна Унгария“ (дн. Източна Словакия и Североизточна Унгария) са подкрепени от значителна турска сила. Турците дори обещават „Кралство Виена“ на унгарците, ако градът падне. Леополд I си създава врагове сред протестантите заради усърдното си следване на принципите на Контрареформацията. Сблъсъците между Тьокьоли и Хабсбургите се ожесточават, в резултат на което Хабсбургите нахлуват в Централна Унгария, което дава на великия везир Кара Мустафа паша претекст да убеди султан Мехмед IV и неговия диван да обсади замъците Дьор и Комаром в Северозападна Унгария. Турската армия е мобилизирана на 21 януари 1682 г., а войната е обявена на 6 август същата година. На турците са нужни три месеца, за да могат да обсадят Виена с голяма войска, което означава, че обсадата трябва да се отложи за 1683 г. заради настъпването на зимата. Това дава на Хабсбургите достатъчно време да се подготвят за отбрана и да сключат съюзи с други централноевропейски владетели. Леополд I и кралят на Полша Ян III Собиески сключват през зимата договор, според който австрийците ще се притекат на помощ на поляците, ако турците нападнат Краков, а поляците ще дойдат на помощ на австрийците, ако турците обсадят Виена.

## Поход към Виена
На 31 март 1683 г. Кара Мустафа паша праща ново послание до Леополд I, а на 1 април започва походът на турците от Одрин. Войската пристига в Белград в началото на май, след което се насочва към Виена, която достигат на 14 юли. Както и през 1529 г. турците подминават Пресбург (дн. Братислава). На 7 юли пристигат 40 000 кримски татари на 40 км източно от Виена, а Леополд, който разполага с двойно по-малко войници, след първоначални схватки отстъпва в Линц заедно с 80 000 виенчани. Ян Собиески се подготвя да изпълни подписания договор и на 15 август тръгва на поход да помогне на австрийците. Той оставя родината си незащитена и заплашва Имре Тьокьоли с унищожение, ако нахлуе в Полша в негово отсъствие.

## Ход на военните действия

### Обсада на Виена
На 14 юли турците обкръжават Виена и Кара Мустафа паша праща традиционното искане за предаване на града. Граф Ернст Рюдигер фон Щаремберг (1638 – 1701), водач на останалите в града 11 000 войници и 5000 граждани и доброволци, отказва да се предаде. Преди няколко дни той получава новината за клането на гражданите на Перхтолсдорф, градче южно от Виена, които предават ключовете на турците, след като им е даден същия избор. Виенчани са разрушили къщите извън Виена, оставяйки празна равнина, която да изложи турците на ответен огън, ако се опитат да щурмуват града. Кара Мустафа паша нарежда създаването на мрежа от окопи, чрез които турците постепенно се приближават до градските стени. Оръдията на турците са остарели, а стените на Виена подсилени, поради което турците се съсредоточават върху копането на тунели и поставянето на мини, с които да взривят стените. Кара Мустафа паша може да нареди щурмуване на града от армията си, която превъзхожда защитниците в съотношение 20:1, но това би му коствало големи загуби в жива сила, което великият везир иска да избегне. Според някои историци Кара Мустафа паша е искал да запази богатствата на града, които са щели да попаднат в ръцете на войниците, ако им е било заповядано да превземат града с щурм.
Турският обстрел нанася поражения на виенските дворци както и на катедралата Св. Стефан. Турците прекъсват доставките на храна за Виена и гарнизона, гражданите и доброволците страдат силно в резултат на това. Умората се превръща в такъв проблем, че граф фон Щаремберг заповядва разстрел на всеки войник, хванат, че спи на поста си. Все по-отчаяни, защитниците на Виена са на края на силите си, когато в края на август имперски сили под командването на лотарингския херцог Карл V фон Лотринген побеждават Имре Тьокьоли при Бисамберг на 6 км североизточно от Виена. На 5 септември поляците прекосяват Дунава на 30 км западно от Виена при Тулин, където се обединяват с имперските сили и с допълнителни войски от Саксония, Бавария, Баден, Франкония и Швабия, които се отзовават на молбата на Свещената лига, подкрепена от папа Инокентий XI. Само френският крал Луи XIV не само, че не помага, а и се възползва от случая, за да нападне градове в Елзас, както по време на Тридесетгодишната война.
В началото на септември 5000 турски сапьори взривяват части от виенските стени: Бургския бастион, Льобелския бастион и Бургския равелин (помощно укрепление пред крепостната стена) между тях, създавайки 12-метрови пролуки. Австрийците се опитват да им се противопоставят, като копаят свои тунели срещу турските, от които да могат да предотвратят поставянето на големи количества барут под крепостните стени. Турците успяват да превземат Бургския равелин и Нидерската стена в този район на 8 септември. В очакване на пробив австрийците се подготвят за битка в града.

### Пристигане на армията
Обединената християнска армия трябва да действа бързо, за да предотврати превземането на Виена от турците. Ян Собиески става върховен главнокомандващ, а тежката му кавалерия се превръща в ядрото на международната армия. Мотивацията на съюзниците е висока, те са изправени пред ислямски нашественици в сърцето на Европа.
Кара Мустафа паша поверява ариергарда си на конницата на кримските татари. Татарският хан обаче е унизен от Кара Мустафа паша и отказва да удари поляците, докато прекосяват планините, когато леката татарска конница би имала преимущество срещу тежката полска кавалерия. Молдовските и влашките съюзници на турците, които са недоволни от турската намеса в земите им и неохотно са се включили в похода, също саботират обсадата доколкото могат. Според легендата те зареждат оръдията си със сламени топки.
Силите на Свещената лига пристигат на хълма Каленберг („Голият хълм“) над Виена и запалват клади, за да покажат присъствието си на обсадените. В ранните часове на 12 септември е изпълнена меса за крал Собиески.

### Битката
В 4 часа сутринта на 12 септември турците нападат Свещената лига, за да попречат на разгръщането на силите ѝ. Австрийците на левия фланг и немците в центъра преминават в настъпление. Кара Мустафа паша изпраща срещу тях повечето от силите си, но запазва част от елитните еничари и спахии за нахлуването в града, което се очаква да стане скоро. Турските сапьори са подготвили взривяването на Льобелбастай, но австрийските „къртици“ откриват кухината (която е запечатана от турците, за да направят взрива по-силен) следобед и един от тях обезврежда експлозивите.
На повърхността полската пехота изпълнява масивно нападение срещу десния турски фланг. Вместо да се съсредоточат върху битката срещу поляците обаче турците се опитват да щурмуват града, носейки знамето си с полумесец. След 12-часов бой поляците завземат високата земя отдясно. Около 17 часа, след като са наблюдавали пехотната битка през целия ден, една австро-германска и три полски кавалерийски групи, общо около 20 000 мъже, се втурват надолу по хълмовете (това е най-голямата кавалерийска атака в историята). Нападението се води от полския крал начело на 3000 тежковъоръжени полски хусари. Кавалерийският щурм прекършва турците, които са уморени от дългата битка на две страни. Кавалерията се насочва направо към османския лагер, а виенският гарнизон излиза от града и се включва в атаката. Османската армия е уморена и обезсърчена след провала на взривяването на стените и на опита с груба сила да се влезе в града и кавалерийският удар обръща битката срещу тях. Те започват да отстъпват на юг и изток. Някои от главните паши и каймаканинът на Кара Мустафа са убити от поляците. Великият везир убива щраусите и жените си, за да не попаднат в ръцете на християните. По-малко от три часа след кавалерийското нападение християнските сили печелят битката и спасяват Виена.
След битката Собиески парафразира Юлий Цезар, казвайки „Venimus, Vidimus, Deus vicit“ („Дойдохме, видяхме, Бог победи").

## Последици
Турците понасят около 15 000 жертви, 5000 пленени заедно с всички оръдия. Съюзниците дават около 4500 жертви (убити и ранени). Въпреки разгрома и отстъплението турците намират време да избият пленниците си, с изключение на благородниците, които могат да им донесат голям откуп.
Плячката, попаднала в ръцете на Свещената лига – включително палатката, знамето и конете на Кара Мустафа паша е толкова огромна, колкото и облекчението им, както крал Собиески ярко описва в писмо до съпругата си няколко дни по-късно:
„Наши са нечувани богатства... палатки, овце, говеда и немалко камили... това е победа, която друг не е познавал, врагът сега е напълно съсипан, всичко е загубено за тях. Те трябва да бягат за самите си животи. Командир Щаремберг ме прегърна и целуна и ме нарече свой спасител. “
Емоционалното изразяване на благодарност от Щаремберг не му попречва незабавно да разпореди поправка на тежко повредените виенски укрепления, в случай на турски ответен удар. Това обаче се оказва ненужно. Великият везир заповядва удушаването на Ибрахим паша от Буда, защото пръв отстъпва при Виена. На 25 декември 1683 г. самият Кара Мустафа е удушен в Белград с копринено въже, дърпано от по няколко души от всеки край, по заповед на командира на еничарите.
В годините след победата принц Евгений Савойски завладява обратно от турците Унгария (покорена от Сюлейман I през 16 век) и (временно) част от балканските земи (във връзка с австрийското настъпление избухва въстанието на Карпош в Македония, а отслабването на Османската империя служи и като предпоставка за избухването на Второто Търновско и Чипровското въстания в Мизия).
След великата победа на Евгениий Савойски при Зента през 1697 г. Австрия и Османската империя подписват мирен договор в Карловиц през 1699 г. Битката при Виена поставя края на експанзионистичните амбиции на упадащата Османска империя в Европа. От друга страна френският крал Луи XIV се възползва от трудностите на източните си съседи, за да си присвои Люксембург и Елзас със Страсбург и опустошава части от Южна Германия.
Периодът на полско-австрийското приятелство обаче не продължава дълго. Карл V Лоренски започва да омаловажава участието на Собиески и войските му в битката. През 1773 и 1785 г. Хабсбургската монархия участва в първото и третото разделяне на Полша, които изтриват Полско-литовската държава от лицето на Европа. Османската империя не признава разделянията и дава убежище на много поляци.

## Памет
В чест на Ян Собиески австрийците издигат църква на хълма Каленберг, северно от Виена. Железопътният маршрут от Виена до Варшава също носи неговото име, както и съзвездието Скутум Собиескии (Щитът на Собиески).
Тъй като Собиески поверява кралството си в ръцете на Богородица (Ченстоховската Богородица или Богородица от Ченстохова) преди битката папа Инокентий XI обявява празника на Святото име на Мария, който се чества само в Испания и Неаполитанското кралство, е валиден за цялата католическа църква. Празнува се на 12 септември.